# Oleksandr Polivoda
Oleksandr Polivoda (en ucrainès Олександр Поливода; Khàrkiv, 31 de març de 1987) és un ciclista ucraïnès, professional des del 2013 i que actualment milita a l'equip Kolss Cycling Team. Del seu palmarès destaquen curses com la Volta a Eslovàquia, els Cinc anells de Moscou o el Tour de Mersin. El 2016 aconseguí el Campionat nacional en ruta. i el 2017 el de contrarellotge.

## Palmarès en pista
- 2004
  -  Campió d'Europa júnior en Persecució per equips (amb Sergiy Minashkin, Igor Malikov i Vitali Sxèdov)

## Palmarès en ruta
- 2007
  - Vencedor d'una etapa al Gran Premi de Donetsk
- 2009
  - 1r al Gran Premi Somma
- 2010
  - 1r al Trofeu Raffaele Marcoli
- 2012
  - 1r al Gran Premi Somma
  - 1r al Gran Premi Colli Rovescalesi
- 2013
  - Vencedor d'una etapa a la Volta al llac Qinghai
- 2014
  - 1r a la Volta a Eslovàquia i vencedor d'una etapa
  - Vencedor d'una etapa a la Volta al llac Qinghai
- 2015
  - 1r als Cinc anells de Moscou i vencedor d'una etapa
  - 1r al Horizon Park-Race Maidan
  - 1r al Tour de Mersin i vencedor d'una etapa
  - 1r a l'Odessa Grand Prix 1
  - Vencedor d'una etapa a la Volta al llac Qinghai
- 2016
  -  Campió d'Ucraïna en ruta
  - 1r a la Szlakiem Grodów Piastowskich i vencedor d'una etapa
  - Vencedor d'una etapa a la Volta a Bulgària
- 2017
  -  Campió d'Ucraïna en contrarellotge
  - Vencedor de 2 etapes a la Volta al llac Qinghai
  - Vencedor d'una etapa al Tour de Xingtai
- 2018
  -  Campió d'Ucraïna en ruta